# Tercé
Tercé är en kommun i departementet Vienne i regionen Nouvelle-Aquitaine i västra Frankrike. Kommunen ligger i kantonen Saint-Julien-l'Ars som tillhör arrondissementet Poitiers. År 2022 hade Tercé 1 134 invånare.

## Befolkningsutveckling
Antalet invånare i kommunen Tercé
| Referens: INSEE |